# 王创民
王创民（1962年10月—），山西临猗人，中华人民共和国企业家。
曾任太原重型机器厂技术员，太重集团有限公司技术质量部副部长、太原重工起重机分公司经理、太重有限公司总经理助理、副总经理、太原重工股份有限公司总经理、太原重型机械集团有限公司副董事长、总经理。2012年2月，任太原重型机械集团有限公司董事长、党委书记、太原重工股份有限公司董事长。2017年5月23日，选举为中国共产党第十九次全国代表大会代表。
2020年3月，由于其任内决策多次失误，导致太重集团巨额亏损，被免职
。
2020年10月12日，山西省纪委监委发布消息：山西省人民政府国有资产监督管理委员会党委委员、副主任王创民涉嫌严重违纪违法，目前正接受山西省纪委监委纪律审查和监察调查。2021年8月13日，遭到开除党籍、开除公职处分。